# ماریو زاگالو
ماریو زاگالو (به پرتغالی: Mário Zagallo) (۹ اوت ۱۹۳۱ – ۵ ژانویهٔ ۲۰۲۴) فوتبالیست و مربی پیشین تیم ملی فوتبال برزیل بود. وی دارای رکورد منحصر بفرد پنج حضور در فینال جام جهانی است. وی در فینال های  ۱۹۵۸ و ۱۹۶۲ بعنوان بازیکن، در فینالهای ۱۹۷۰ و ۱۹۹۸ بعنوان سرمربی و در فینال ۱۹۹۴ جام جهانی بعنوان مربی و مدیر فنی برزیل حضور داشت. «گرگ پیر» لقب زاگالو بود. همچنین وی تنها فرد تاریخ فوتبال است که چهار بار برنده جام جهانی ( فقط در فینال ۱۹۹۸ فرانسه جام را از دست داد ) شده است.

## فوتبال

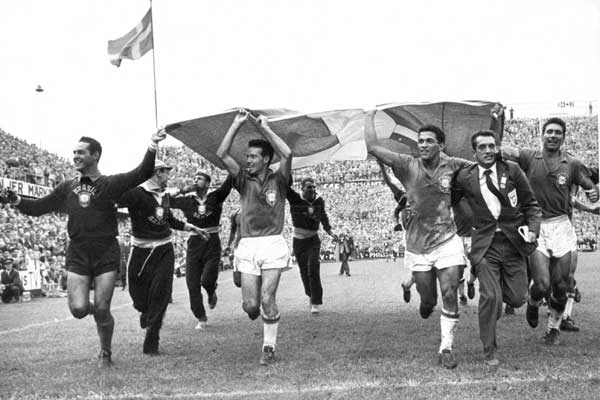
SOLNA, Jun. 29, 1958 (AMP) — Sweden 58 : Brazil claimed the FIFA World Cup crown with a 5-2 win against Sweden (halftime: 2-1) in the final on Sunday afternoon at the Rasunda Stadium in Solna.

او به‌عنوان بازیکن در جام جهانی فوتبال ۱۹۵۸ و جام جهانی فوتبال ۱۹۶۲ موفق شد با تیم فوتبال برزیل قهرمان جهان شود. با مصدومیت پله در مراحل مقدماتی جام جهانی ۱۹۶۲ زاگالو بار دیگر نقش مهمی ایفا کرد و با شکست چکسلواکی در فینال، برزیل بار دیگر برنده جام جهانی شد.
همچنین در دو دوره جام جهانی ۱۹۷۰ و ۱۹۹۴ توانست به‌عنوان سرمربی و مربی تیم فوتبال برزیل را قهرمان جام جهانی فوتبال بکند. تیم برزیل با مربی‌گری زاگالو در جام جهانی ۱۹۹۸ فرانسه به عنوان نایب قهرمانی دست یافت. وی همچنین مدتی سرمربی گری تیم‌های ملی عربستان، امارات و کویت را به عهده داشته است.
زاگالو نخستین کسی بود که هم به‌ عنوان بازیکن و هم به‌ عنوان سرمربی، جام جهانی را به دست آورد.

## ایران
در فینال جام ملت‌های آسیا ۱۹۷۶ در تهران، ایران با کویت روبرو بود. او پیش از آغار مسابقات گفته بود که در این دوره کویت با قهرمانی در آسیا نوار قهرمانی ایران را قطع می‌‌کند. این صحبت‌های زاگالو باعث شد روزنامه‌های ایران تیترهایی جنجالی علیه او منتشر کنند. روزنامه رستاخیز، به نقل از حسن روشن نوشت زاگالو خیلی مغرور است، بادش را خالی می‌کنیم. ایران برنده این بازی شد و به قهرمانی رسید.
ایران و کویت در دیدارهای انتخابی جام جهانی فوتبال ۱۹۷۸ بار دیگر رقیب یکدیگر بودند و تنها یکی از آنها می‌توانست راهی آن مسابقات شود. بار دیگر ایران، کویت را در دو دیدار رفت و برگشت شکست داد و راهی آرژانتین شد. پس از این پیروزی، ضیا آتابای ترانه زاگالو را خواند.

## درگذشت
ماریو زاگالو در ۵ ژانویه ۲۰۲۴ و در سن ۹۲ سالگی بر اثر کهولت سن درگذشت.